# C型潜艇
С型潜艇（也称为“S級潛艇”）是蘇聯在第二次世界大戰前向德荷合作的荷蘭船舶建設工程局訂購的潛艇，其設計是以德國I級潛艇為基本，因此也等同是蘇聯版的U艇，因為這間荷蘭公司其實是德國人為了迴避第一次世界大戰後簽定的凡爾賽條約對德國發展潛艇的限制而在荷蘭成立的，此級潛艇由1934年至1948年共建造了27艘，頭一批甚至採用了由德國MAN廠生產的零件。在二战前有17艘完工，17艘战争中完工，还有7艘战前开工战后完工者。战争中损失15艘，有两艘艇获得了近卫艇称号，六艘得到红旗勋章，S-56号获得了这两项荣誉。
С型潜艇的本意为“标准艇”，其中，“С”为俄文“Средняя”的首字母。俄语罗马化后字母“С”对应字母“S”，故该型潜艇也称为“S级潜艇”。苏联有时称也该型潜艇为史達林級。

## 建造

С型潜艇

共有五个船坞建造该艇，三个在列宁格勒（#189, #194, 和#196），一个在尼古拉耶夫（#198）一个在高尔基（#112）。太平洋舰队所属的潜艇是预先生产好艇段，由铁路运到亚洲，再在符拉迪沃斯托克的202厂组装。首艇于1935年12月建成，于12月15日首次潜水。次年8月首艇和第二艇开始官方测试，尽管有几项数据没达到要求（如航速慢了半节，只有19.5节）并有一些技术困难，但是苏联海军还是接收了它们。 
第三条仍然采用德国部件，但是由于德国柴油机交货延迟使用了国产的柴油机。这一改变使得工程进度大大放慢，后来对图纸的修改被正式确定下来，成为国产潜艇的模版。苏联海军的四大舰队都大量订货，其中巴伦支海、北方舰队和太平洋舰队的艇在列宁格勒生产，黑海舰队的在尼古拉耶夫船厂生产，还有一些给巴伦支海舰队和北方舰队的在高尔基厂生产。
战争中原先生产河船的#638厂（在阿斯特拉罕）也转而进行几艘艇的组装（大件是在列宁格勒和高尔基厂完成的）S-36、S-37和S-38在尼古拉耶夫厂被德军攻占前自沉，S-27到S-30，S-45和S-47的建造被冻结直到战后也未完成而是被拆毁，因为设计已经过时。S-27的外壳被改成机械加工船。

## 基本資料
- 艇長：77.75米
- 艇闊：6.34米
- 艇高：4.04米
- 水面排水量：800噸
- 水下排水量：1,050噸

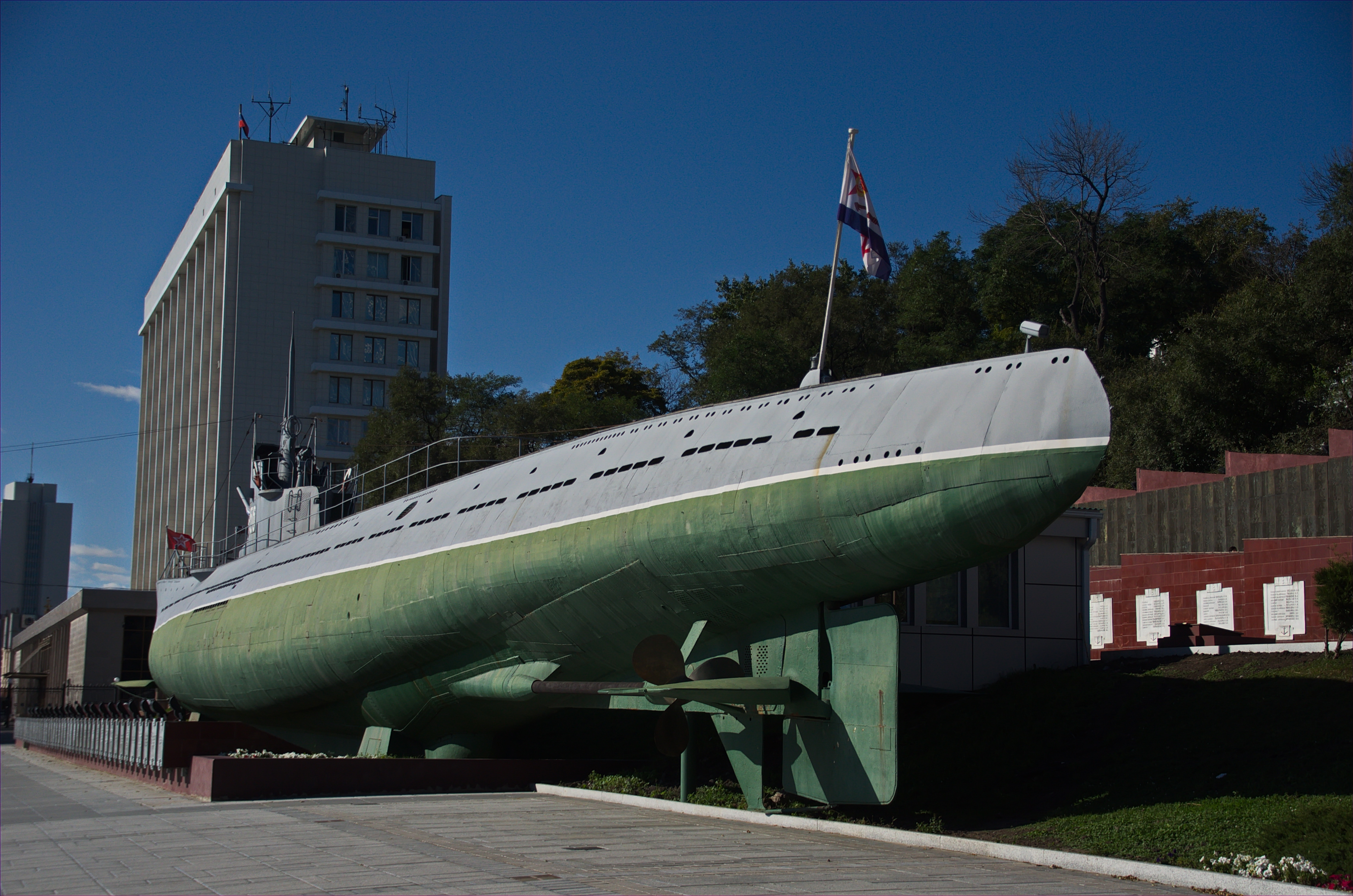
C型潜艇採用雙螺旋槳和單方向舵

- 動力：兩個柴油發動機(各2200匹馬力)+兩個電動機(各550匹馬力)，雙螺旋槳和單方向舵
- 最快時速：19.5節(水面)，9節(水下)
- 航程：以10.4節可航行9,800海里(水面)，以3節可航行148海里(水下)
- 武裝：艇首6個魚雷管(共可發射12杖魚雷)+1門100毫米口徑艦炮+1門45毫米口徑機炮
- 高压气箱：9个，1-3在艇尾，4-5在中部剩下的在首部
- 乘員：45人

## 實戰

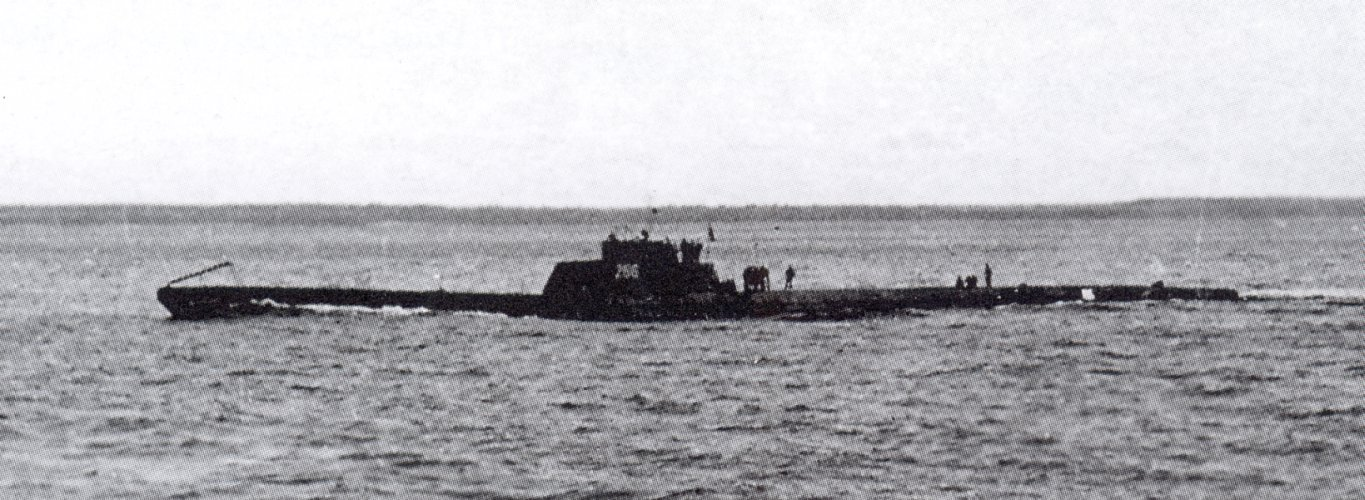
在水面航行的S級潛艇

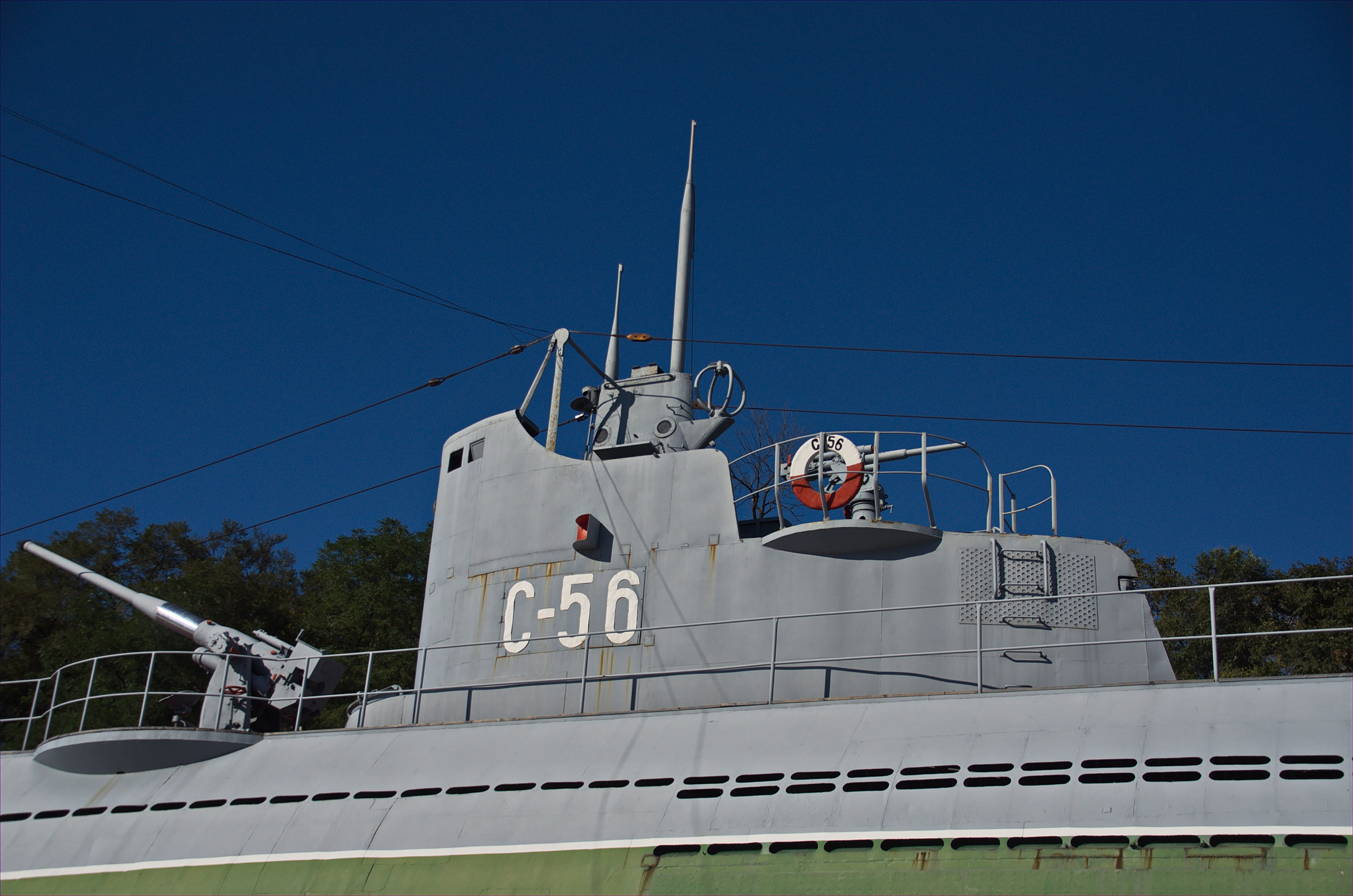
S級潛艇的艦橋特寫

该级艇在二战中击沉了82,770吨商船并击沉了七艘军舰（包括一艘潜艇），占到了苏联海军潜艇二战击沉吨位的三分之一。蘇聯海軍的S級潛艇在第二次世界大戰時進行的其中一次最有名的實戰是在1945年1月30日，當時有一艘德國客輪古斯特洛夫號載著10,582名從拉脫維亞的庫爾蘭，但澤和東普魯士撤走的德國軍民，當晚一艘蘇聯S級潛艇S-13號在马林斯科艇长指挥下發現了它並向它發射了3杖魚雷把其擊沉，最新估计造成9000人死亡，为航海史上最高的沉船死亡人数。
2月10日，S-13又发现了德国医院船“斯图本”将军号把它错当成埃姆登级巡洋舰。12：50用两条鱼雷命中目标，船上3608人获救659人死亡，当时船上大部分是难民（800人）和伤兵（2800人）。
在他击沉这两船时是待罪之身(史達林曾親自下令，禁止潛艇在南波羅的海內活動），由于他在除夕夜不知去向，导致全艇官兵喝酒大闹，于是巴伦支海舰队司令崔布茨准备以擅离职守将他送交军事法庭，但是还是考虑到潜艇太少而让他继续巡逻。
马林斯科他在45年中的六次巡逻三次一无所获。后来有部下回忆他多次犹豫而失去了攻击机会。他的击沉吨位为苏联潜艇之最：42557吨。当年9月14日海军舰队政委库兹涅佐夫签发01979令，宣布：由于玩忽职守和酗酒，现将马林斯科降为中尉，调离潜艇，于是他转行当了巴伦支海舰队的扫雷舰舰长。该令到1960年才被取消以让已经百病缠身的他获得全额养老金。45年11月20日海军总政委又签发一纸命令让他退役。1990年5月5日苏联授予已故的马林斯科苏联英雄。

## S級在中國

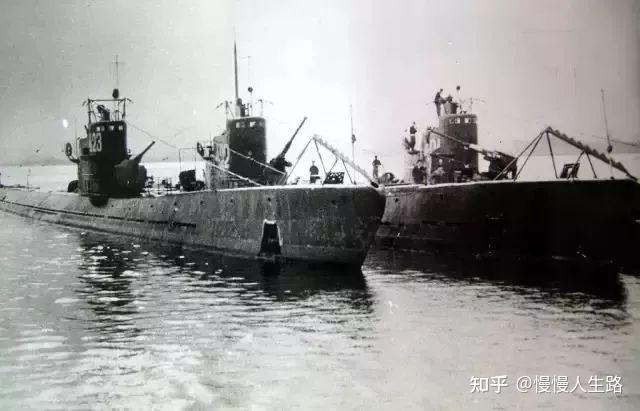
S級也加入了中國解放軍海軍. 新中國13號, 新中國12號, 新中國11號

中國在1954年7月在青島接收到兩艘S級潛艇，分別改名為"新中國11號"和"新中國12號"。
- 新中國11號(原名S-52號，舷號401, 421）

1937年4月29日在波羅的海沿岸的造船廠開工，德蘇戰爭爆發後移去海參崴繼續工程至1940年8月30日下水，1943年6月9日編入蘇聯太平洋艦隊，1954年6月24日退役。
- 新中國12號(原名S-53號，舷號422)

1938年9月28日於列寧格勒開工後同樣因為德蘇戰爭而移至海參威，1941年10月30日下水，1943年1月30日編入蘇聯太平洋艦隊，1954年6月24日退役。
1955年6月又有兩艘移交給中國，分別改名"新中國13號"和"新中國14號"。
- 新中國13號(原名S-24號，舷號423)

1940年8月1日在高爾基第112廠開工，1941年4月25日下水，1947年8月10日服役。
- 新中國14號(原名S-25號，舷號424)

1940年6月25日開工建造，1941年5月2日下水，1948年3月29日服役。
中國解放軍海軍使用這四艘S級潛艇至1963年。

## 使用國家
- 苏联
- 中华人民共和国

## 外部連結
- 新中國11號, 新中國12號, 新中國13號, 新中國14號

- 中國潛艇史